# Aktionsfront Nationaler Sozialisten/Nationale Aktivisten
L'Aktionsfront Nationaler Sozialisten/Nationale Aktivisten (ANS/NA) (en français : Front d'action national-socialiste/Activistes nationaux) était une organisation néonazie allemande.

## Histoire
Il a été fondé en novembre 1977 à Hambourg-Wandsbek sous le nom de ANS par Michael Kühnen, récemment limogé de la Bundeswehr en raison de son activité politique. Il s'agissait de l'organisation qui a succédé à la SA-Sturm Hamburg 8. de Hambourg et de Mai Freizeitvereins Hansa, également appelée "gang de Hansa", avec laquelle Kuhnen était venu à plusieurs reprises ces derniers mois en raison d'activités néo-nazies. Le principal point de rencontre de l'ANS était à Hambourg. Le 20 mai 1978, l'ANS a gagné la publicité nationale lorsque plusieurs membres sont apparus publiquement avec des masques d'âne et des badges en carton niant l'Holocauste.
En 1978-79, la quasi-totalité des dirigeants de l'ANS ont été emprisonnés. Le 15 janvier 1983, l'ANS a été fusionnée avec le groupe Nationale Aktivisten de Thomas Brehl au sein de l'ANS/NA sous la direction de Michael Kühnen. Il était divisé en une trentaine de bourses et réparties dans les régions nord, sud, ouest et centre. Elle se comprenait comme une continuation du NSDAP et de la SA et avait repris son idéologie, qui incluait la défense des lois antisémites du Troisième Reich.
Le 24 novembre 1983, le ministre fédéral de l'Intérieur, y compris ses sous-groupes Aktion Ausländerrückführung et Freundeskreis Deutsche Politik, a interdit l'ANS/NA et a été dissous le 7 décembre. À cette époque, il comptait plus de 300 membres pour la plupart jeunes.

## Hambourg Fememord
Le 29 mai 1981, il y a eu le meurtre de Johannes Bügner, un membre gay de l'ANS, sur lequel un exemple devrait être cité. Un autre membre, le militant Michael F. avait, dans ses déclarations internes, prôné l'élimination des homosexuels et les "traîtres". Il a ensuite été banni. Friedhelm E., 28 ans, accompagné de Michael F. et de plusieurs penseurs, a fait sortir Bügner du restaurant sous prétexte de lui avoir remis une lettre de Kühnen avant de l'assassiner de 20 coups de couteau à la périphérie de la ville de Hambourg. F. qui était présent à l'acte a lui-même annoncé le meurtre le lendemain. Friedhelm E. s'est vanté de son arrestation et a déclaré qu'il avait "liquidé" Bügner au nom de Michael F. a nié l'incitation et a révélé au cours de la procédure avoir coopéré avec l'Office pour la protection de la constitution de Hambourg. Le chef lui avait accordé l’impunité s’il ne participait pas activement à des infractions pénales. Les deux principaux auteurs ont été condamnés à la réclusion à perpétuité, les trois co-accusés à de petites peines.